# Rinspeed
Rinspeed es un fabricante suizo de automóviles y diseñador tuning fundado en 1979 por Frank Rinderknecht. Rinspeed se especializa en la restauración de vehículos clásicos, y el ajuste y la modificación de los coches modernos (como Porsches y Subarus). Asimismo, los conceptos de vehículos de diseño exótico son para el Salón del Automóvil de Ginebra de cada año.

## Coches tuneados / modificados
- En 2005, Rinspeed modificó un Subaru Forester para hacer que pareciese más femenino, es el Forester Lady.
- En 2007, Rinspeed ofreció un Porsche 911 997 Turbo modificado y convertido en el Le Mans 600.
- En 2008, Rinspeed preparó un Lotus Elise, para convertirlo en un vehículo anfibio, creando al modelo Rinspeed sQuba, de características similares al Rinspeed Splash y que rememoraba al Lotus Espirit utilizado para la película The spy who loved me, de la saga del agente secreto James Bond.

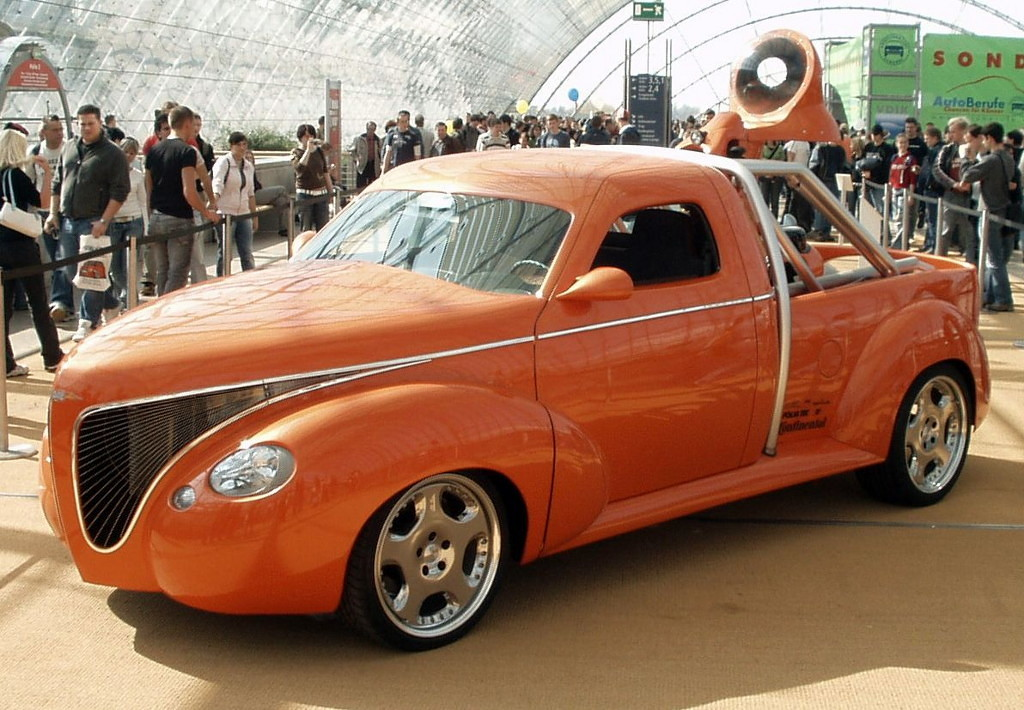
Rinspeed Tatooo.com (2000).

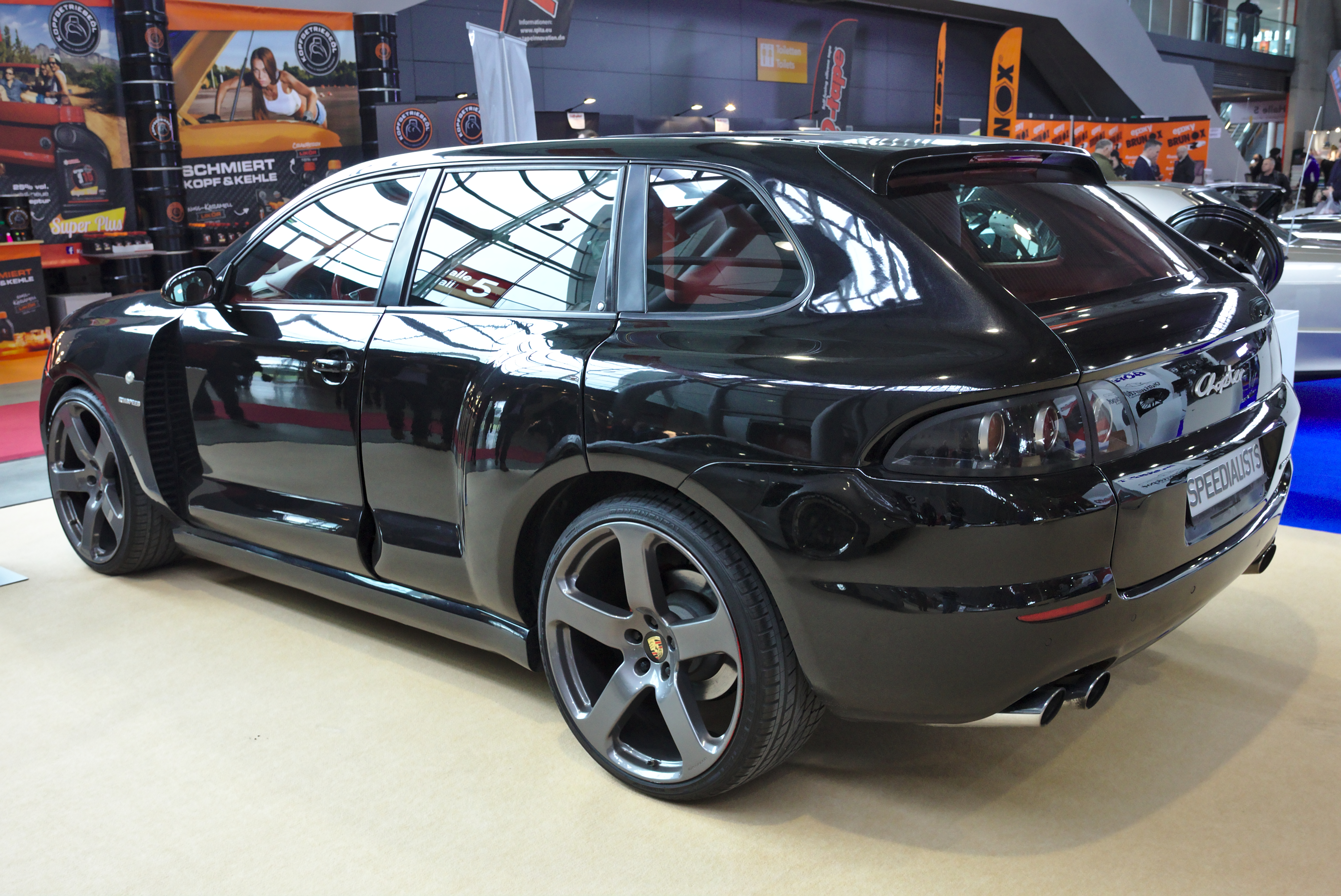
Rinspeed Chopster (2005).

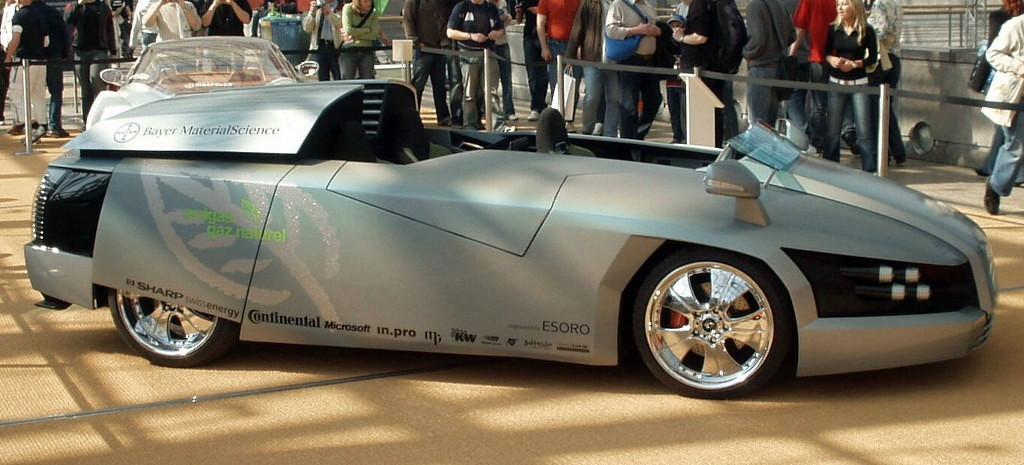
Rinspeed Senso (2005).

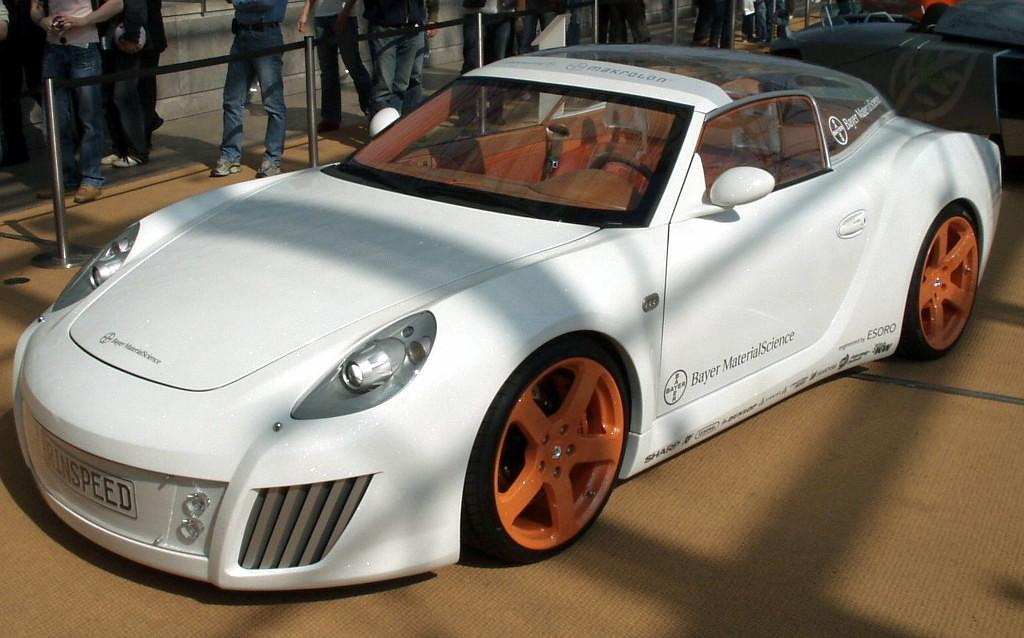
Rinspeed zaZen (2006).

## Automóviles conceptuales realizados por Rinspeed
- Rinspeed sQuba
- Rinspeed Beduinos
- Rinspeed Advantige Rone
- Rinspeed Chopster
- Rinspeed Cyan
- Rinspeed E-Go Rocket
- Rinspeed eXasis
- Rinspeed Mono Ego
- Rinspeed Presto
- Rinspeed Roadster R + SC-R
- Rinspeed Speed-Art
- Rinspeed UC
- Rinspeed X-Trem
- Rinspeed Yello Talbo
- 1993 - Rinspeed Veleno
- 2000 - Rinspeed Tatooo.com
- 2004 - Rinspeed Splash
- 2005 - Rinspeed Senso
- 2006 - Rinspeed ZaZen
- 2010 - Rinspeed UC?